# Velden (Bassa Baviera)
Velden è un comune tedesco di 6 524 abitanti, situato nel land della Baviera.